# Jillian Nelson
Jillian Nelson (* 9. Mai 1987 in Long Beach, Kalifornien) ist eine US-amerikanische Schauspielerin.

## Leben
Nelson wurde in den USA geboren und wuchs dort auf. Schon während ihrer Kindheit entstand der Wunsch, Schauspielerin oder Sängerin zu werden. Deswegen sparte sie Geld für eine professionelle Ausbildung.
Ihre erste Besetzung im Fernsehen hatte sie 2008 in einer Episode der Fernsehserie Zoey 101. Es folgten in den nächsten Jahren weitere Besetzungen in bekannten US-amerikanischen Fernsehserien und Sitcoms. Sie war im Film Meine erfundene Frau zu sehen und wirkte auch in Low-Budget-Filmen mit. 2016 verkörperte Nelson in der Fernsehserie Flaked die Rolle der Savannah in insgesamt drei Episoden.

## Filmografie
- 2008: Zoey 101 (Fernsehserie, Episode 4x06)
- 2008: Toby Keith: God Love Her (Kurzfilm)
- 2008: The Colbert Report (Fernsehserie, Episode 4x151)
- 2009: OMG! Wrong Party! (Kurzfilm)
- 2009: The Forgotten – Die Wahrheit stirbt nie (The Forgotten) (Fernsehserie, Episode 1x06)
- 2010: Zeke und Luther (Zeke and Luther) (Fernsehserie, Episode 1x18)
- 2010: The Middle (Fernsehserie, Episode 1x21)
- 2010: Criminal Minds (Fernsehserie, Episode 6x08)
- 2011: Meine erfundene Frau (Just Go with It)
- 2011: Law & Order: LA (Fernsehserie, Episode 1x14)
- 2011: Pair of Kings – Die Königsbrüder (Pair of Kings) (Fernsehserie, Episode 2x06)
- 2011: Desperate Housewives (Fernsehserie, Episode 8x02)
- 2011: 1313: Giant Killer Bees!
- 2012: Bones – Die Knochenjägerin (Bones) (Fernsehserie, Episode 7x08)
- 2013: The Mindy Project (Fernsehserie, Episode 1x17)
- 2013: Destruction: Las Vegas (Blast Vegas) (Fernsehfilm)
- 2013: Cage of Glory – Sieg um jeden Preis (Chavez Cage of Glory)
- 2014: Switched at Birth (Fernsehserie, 2 Episoden, verschiedene Rollen)
- 2015: Not So Union (Fernsehserie, Episode 1x02)
- 2015: Joe Dreck 2: Beautiful Loser (Joe Dirt 2: Beautiful Loser)
- 2015: Smosh: The Movie
- 2015: Truth or Dare
- 2015: Separated (Fernsehfilm)
- 2016: Flaked (Fernsehserie, 3 Episoden)
- 2016: Bad Best Friends – Der Tod vergisst nicht (10 Year Reunion)
- 2019: You’re the Worst (Fernsehserie, Episode 5x05)
- 2019: The Listening (Kurzfilm)